# Vadim Gulyayev
Vadim Vladimirovich Gulyaev (en russe russe : Вадим Владимирович Гуляев, né le 5 février 1941 à Moscou et mort le 12 décembre 1998 dans la même ville) est un joueur de water-polo soviétique.